# Rosenborg Ballklub 1999
Questa voce raccoglie le informazioni riguardanti il Rosenborg Ballklub nelle competizioni ufficiali della stagione 2019.
Questa pagina raccoglie i dati riguardanti il Rosenborg Ballklub nelle competizioni ufficiali della stagione 1999.

## Stagione
Il Rosenborg ha iniziato la stagione da campione in carica, per via del successo nella Tippeligaen 1998. La stagione ha visto anche la partecipazione della squadra alla Champions League 1999-2000, essendo qualificata per la prima fase a gironi.
Il club si è confermato campione di Norvegia, arrivando davanti al Molde di sei punti. Contemporaneamente, si è aggiudicato la Coppa di Norvegia 1999, con il successo per due a zero nella finale contro il Brann.
In Champions League, il Rosenborg ha vinto il primo girone, qualificandosi in testa alla classifica, davanti a squadre come Feyenoord, Borussia Dortmund e Boavista. È stato però eliminato alla seconda fase a gironi.

## Rosa
| N. |                     | Ruolo | Calciatore          |
| -- | ------------------- | ----- | ------------------- |
| 1  | Norvegia (bandiera) | P     | Jørn Jamtfall       |
| 2  | Norvegia (bandiera) | D     | André Bergdølmo     |
| 3  | Norvegia (bandiera) | D     | Erik Hoftun         |
| 4  | Norvegia (bandiera) | D     | Bjørn Otto Bragstad |
| 5  | Norvegia (bandiera) | D     | Christer Basma      |
| 6  | Norvegia (bandiera) | C     | Roar Strand         |
| 7  | Norvegia (bandiera) | C     | Runar Berg          |
| 7  | Norvegia (bandiera) | C     | Ørjan Berg          |
| 8  | Norvegia (bandiera) | C     | Jan-Derek Sørensen  |
| 9  | Norvegia (bandiera) | A     | Sigurd Rushfeldt    |
| 9  | Norvegia (bandiera) | A     | John Carew          |
| 10 | Norvegia (bandiera) | A     | Bent Skammelsrud    |
| 11 | Norvegia (bandiera) | A     | Mini Jakobsen       |
| 12 | Islanda (bandiera)  | P     | Árni Gautur Arason  |

| N. |                     | Ruolo | Calciatore            |
| -- | ------------------- | ----- | --------------------- |
| 13 | Norvegia (bandiera) | A     | Tor Hogne Aarøy       |
| 14 | Norvegia (bandiera) | C     | Espen Edvardsen       |
| 15 | Norvegia (bandiera) | C     | Mads Skjærvold        |
| 16 | Norvegia (bandiera) | C     | Pål Christian Alsaker |
| 16 | Norvegia (bandiera) | C     | Arne Winsnes          |
| 17 | Norvegia (bandiera) | A     | Børge Hernes          |
| 17 | Norvegia (bandiera) | C     | Ole Johan Singsdal    |
| 18 | Norvegia (bandiera) | A     | Øyvind Storflor       |
| 19 | Norvegia (bandiera) | C     | Fredrik Winsnes       |
| 20 | Norvegia (bandiera) | D     | Bent Inge Johnsen     |
| 21 | Norvegia (bandiera) | A     | Tore André Dahlum     |
| 22 | Norvegia (bandiera) | D     | Lasse Strand          |
| 23 | Norvegia (bandiera) | C     | Morten Pedersen       |
| 26 | Norvegia (bandiera) | P     | Espen Isaksen         |

## Calciomercato
| Acquisti | Acquisti        | Acquisti            | Acquisti   |
| R.       | Nome            | a                   | Modalità   |
| -------- | --------------- | ------------------- | ---------- |
| D        | Morten Pedersen | Borussia M'gladbach | definitivo |
| C        | Ørjan Berg      | Bodø/Glimt          | definitivo |
| A        | Tor Hogne Aarøy | Frigg               | definitivo |
| A        | John Carew      | Vålerenga           | definitivo |

| Cessioni | Cessioni              | Cessioni         | Cessioni   |
| R.       | Nome                  | da               | Modalità   |
| -------- | --------------------- | ---------------- | ---------- |
| C        | Pål Christian Alsaker | Strømsgodset     | definitivo |
| C        | Runar Berg            | Venezia          | definitivo |
| A        | Tore André Dahlum     | Gent             | definitivo |
| A        | Børge Hernes          | Vålerenga        | prestito   |
| A        | Sigurd Rushfeldt      | Racing Santander | definitivo |

## Risultati

### Campionato

#### Girone di andata
| Arbitro: | Ditlefsen |

|                                                                   |           |  |
| Rushfeldt 31’ Sørensen 48’ Dahlum 62’ Rushfeldt 73’ Rushfeldt 84’ | Marcatori |  |

| Arbitro: | Hauge |

|                                        |           |                                   |
| Sundgot 18’ P. Strand 54’ Bjarmann 82’ | Marcatori | 57’ Helguson (AG) 90’ Skammelsrud |

| Arbitro: | Skjervold |

|                         |           |                        |
| Strand 59’ Jakobsen 75’ | Marcatori | 40’ Ottosson 91’ Lange |

| Arbitro: | Kamben |

|  |           |            |
|  | Marcatori | 81’ Dahlum |

| Arbitro: | Hauge |

|                                                                        |           |               |
| Bragstad 25’ Dahlum 27’ Dahlum 50’ Rushfeldt 58’ Dahlum 60’ Hernes 89’ | Marcatori | 70’ Bergersen |

| Arbitro: | Pedersen |

|  |           |                                                                  |
|  | Marcatori | 17’ Sørensen 62’ Sørensen 66’ Rushfeldt 72’ Rushfeldt 78’ Dahlum |

| Arbitro: | Olsen |

|                                     |           |             |
| Dahlum 20’ R. Berg 54’ Sørensen 68’ | Marcatori | 16’ Granaas |

| Arbitro: | Hauge |

|  |           |                             |
|  | Marcatori | 26’ Rushfeldt 43’ Rushfeldt |

| Arbitro: | Skjervold |

|                         |           |                                   |
| R. Berg 11’ R. Berg 37’ | Marcatori | 44’ Løvvik 48’ Helstad 84’ Løvvik |

| Arbitro: | Berntsen |

|                                             |           |  |
| Vaaler (AG) 42’ Rushfeldt 46’ Rushfeldt 65’ | Marcatori |  |

| Arbitro: | Olsen |

|  |           |                            |
|  | Marcatori | 19’ Rushfeldt 41’ Sørensen |

| Arbitro: | Hauge |

|                             |           |             |
| Rushfeldt 56’ Rushfeldt 86’ | Marcatori | 81’ Finstad |

| Skien 26 giugno 1999, ore 16:00 UTC+1 13ª giornata | Odd Grenland | 0 – 0 referto | Rosenborg | Odd Stadion (6,887 spett.)\| Arbitro: \| Øvrebø \| |
| Arbitro:                                           | Øvrebø       |               |           |                                                    |

#### Girone di ritorno
| Arbitro: | Berntsen |

|          |           |                                                      |
| Sylte 6’ | Marcatori | 30’ Sørensen 87’ Johnsen 88’ Rushfeldt 90’ Rushfeldt |

| Arbitro: | Olsen |

|                                                      |           |  |
| Sørensen 13’ Skammelsrud 13’ Sørensen 83’ Dahlum 90’ | Marcatori |  |

| Arbitro: | Hauge |

|                       |           |             |
| Hafstad 22’ Lange 64’ | Marcatori | 53’ Johnsen |

| Arbitro: | Ditlefsen |

|                                                 |           |             |
| Sørensen 30’ Dahlum 56’ Sørensen 76’ Dahlum 82’ | Marcatori | 18’ Francis |

| Arbitro: | Øvrebø |

|                           |           |                                                        |
| A. Berg 20’ Bergersen 40’ | Marcatori | 17’ Dahlum 19’ Johnsen 43’ Skammelsrud 77’ Skammelsrud |

| Arbitro: | Pedersen |

|                                                      |           |                           |
| R. Strand 11’ Johnsen 69’ Dahlum 76’ Skammelsrud 80’ | Marcatori | 50’ Diallo 51’ Riihilahti |

| Arbitro: | Hauge |

|          |           |                               |
| Nyan 47’ | Marcatori | 36’ Basma 45’ Carew 90’ Carew |

| Arbitro: | Olsen |

|                         |           |            |
| Hoftun 62’ Sørensen 65’ | Marcatori | 40’ Hoseth |

| Arbitro: | Ditlefsen |

|                          |           |           |
| Pedersen 38’ Kvisvik 69’ | Marcatori | 54’ Carew |

| Arbitro: | Skjervold |

|          |           |                                                                              |
| Sveen 7’ | Marcatori | 1’ Carew 16’ Jakobsen 29’ R. Strand 72’ Carew 78’ Dahlum 78’ Carew 88’ Carew |

| Arbitro: | Staberg |

|                                    |           |                       |
| Carew 7’ Skammelsrud 30’ Carew 74’ | Marcatori | 88’ Daðason 90’ Berre |

| Arbitro: | Alseth |

|                     |           |  |
| Flem 7’ Belsvik 76’ | Marcatori |  |

| Arbitro: | Olsen |

|                                  |           |                                                                |
| Carew 53’ Johnsen 61’ Dahlum 78’ | Marcatori | 5’ Fevang 28’ F. Johnsen 40’ T. Johnsen 88’ Borgersen 90’ Hoff |

### Coppa di Norvegia

#### Primo turno
| Arbitro: | Selnes |

|  |           |                                        |
|  | Marcatori | 13’ Hoftun 20’ Rushfeldt 75’ Rushfeldt |

#### Secondo turno
| Arbitro: | Bjerkli |

|                                                              |           |  |
| Dahlum 5’ Rushfeldt 18’ Jakobsen 21’ Dahlum 76’ Jakobsen 78’ | Marcatori |  |

#### Terzo turno
| Arbitro: | Fiskum |

|              |           | |
| Johansen 38’ | Marcatori | 11’ Hoftun 17’ Skammelsrud 75’ Skammelsrud 39’ R. Berg 47’ Hernes 53’ Winsnes 71’ Jakobsen 80’ Hoftun 89’ Winsnes |

#### Quarto turno
| Arbitro: | Olsen |

|                                                    |           |           |
| Rushfeldt 25’ Sørensen 37’ Winsnes 90’ Johnsen 92’ | Marcatori | 62’ Sylte |

#### Quinto turno
| Arbitro: | Ditlefsen |

|           |           |                          |
| Kaasa 75’ | Marcatori | 47’ Jakobsen 65’ Johnsen |

#### Semifinale
| Arbitro: | Hauge |

|                         |           |           |
| Johnsen 36’ Ø. Berg 56’ | Marcatori | 23’ Lange |

#### Finale
| Arbitro: | Ditlefsen |

|  |           |                           |
|  | Marcatori | 49’ Sørensen 56’ Sørensen |

### Champions League

#### Prima fase a gironi
| Arbitro: | Cesari |

|  |           |                                       |
|  | Marcatori | 9’ Sørensen 44’ Ø. Berg 73’ R. Strand |

| Arbitro: | Radoman |

|                     |           |                        |
| Carew 21’ Carew 24’ | Marcatori | 12’ Tomasson 22’ Kalou |

| Arbitro: | Durkin |

|                        |           |                         |
| Sørensen 34’ Carew 67’ | Marcatori | 11’ Barbarez 22’ Kohler |

| Arbitro: | López Nieto |

|  |           |                                       |
|  | Marcatori | 17’ Sørensen 58’ Sørensen 70’ Winsnes |

| Arbitro: | Piraux |

|                        |           |  |
| Ø. Berg 62’ Dahlum 66’ | Marcatori |  |

| Arbitro: | Díaz Vega |

|             |           |  |
| Somália 87’ | Marcatori |  |

#### Seconda fase a gironi
| Arbitro: | Braschi |

|                 |           |             |
| Skammelsrud 47’ | Marcatori | 10’ Jancker |

| Arbitro: | Braschi |

|                                       |           |           |
| Raúl 18’ Sávio 85’ Roberto Carlos 90’ | Marcatori | 47’ Carew |

| Arbitro: | Micheľ |

|                            |           |              |
| Khatskevitsj 9’ Rebrov 29’ | Marcatori | 48’ Jakobsen |

| Arbitro: | Hamer |

|             |           |                       |
| Ø. Berg 38’ | Marcatori | 32’ Rebrov 67’ Rebrov |

| Arbitro: | Trentalange |

|                             |           |           |
| Scholl 10’ Paulo Sérgio 39’ | Marcatori | 64’ Carew |

| Arbitro: | Levnikov |

|  |           |         |
|  | Marcatori | 3’ Raúl |